# 乳纹方竹
乳纹方竹（学名：Chimonobambusa lactistriata）为禾本科方竹属下的一个种。

## 扩展阅读
- 維基物種上的相關：乳纹方竹